# Ryan Carpenter
Ryan Carpenter, född 18 januari 1991, är en amerikansk professionell ishockeyspelare som spelar för Calgary Flames i NHL.
Han har tidigare spelat på NHL-nivå för Chicago Blackhawks, Vegas Golden Knights och San Jose Sharks och på lägre nivåer för Chicago Wolves och San Jose Barracuda i AHL, Bowling Green Falcons (Bowling Green State University) i NCAA och Sioux City Musketeers i USHL.

## Klubblagskarriär

### NHL

#### San Jose Sharks
Carpenter blev aldrig draftad av någon NHL-organisation men skrev på ett entry level-kontrakt med San Jose Sharks den 26 mars 2014.

#### Vegas Golden Knights
Den 13 december 2017 blev han plockad på waivers av Vegas Golden Knights.

#### Chicago Blackhawks
Han skrev som free agent på ett treårskontrakt värt 3 miljoner dollar med Chicago Blackhawks den 1 juli 2019.

## Statistik
| 2007–2008   | Victory Honda U16     | T1EHL U16   | 31  | 15 | 14 | 29  | 26  | —  | —  | —  | —  | —  |
| 2008–2009   | Honeybaked U18        | T1EHL U18   | 46  | 19 | 13 | 32  | 26  | —  | —  | —  | —  | —  |
| 2009–2010   | Sioux City Musketeers | USHL        | 58  | 10 | 12 | 22  | 45  | —  | —  | —  | —  | —  |
| 2010–2011   | Sioux City Musketeers | USHL        | 59  | 13 | 32 | 45  | 30  | 3  | 2  | 1  | 3  | 2  |
| 2011–2012   | Bowling Green Falcons | NCAA        | 44  | 11 | 19 | 30  | 31  | —  | —  | —  | —  | —  |
| 2012–2013   | Bowling Green Falcons | NCAA        | 41  | 18 | 15 | 33  | 20  | —  | —  | —  | —  | —  |
| 2013–2014   | Bowling Green Falcons | NCAA        | 15  | 8  | 8  | 16  | 0   | —  | —  | —  | —  | —  |
|             | Worcester Sharks      | AHL         | 12  | 0  | 2  | 2   | 8   | —  | —  | —  | —  | —  |
| 2014–2015   | Worcester Sharks      | AHL         | 74  | 12 | 22 | 34  | 40  | 1  | 2  | 3  | 2  |    |
| 2015–2016   | San Jose Sharks       | NHL         | 1   | 0  | 0  | 0   | 0   | —  | —  | —  | —  | —  |
|             | San Jose Barracuda    | AHL         | 66  | 18 | 37 | 55  | 33  | 4  | 1  | 1  | 2  | 2  |
| 2016–2017   | San Jose Sharks       | NHL         | 11  | 2  | 2  | 4   | 4   |    |    |    |    |    |
|             | San Jose Barracuda    | AHL         | 54  | 14 | 25 | 39  | 24  | 15 | 9  | 8  | 17 | 8  |
| 2017–2018   | San Jose Sharks       | NHL         | 16  | 0  | 1  | 1   | 2   |    |    |    |    |    |
|             | Vegas Golden Knights  | NHL         | 36  | 9  | 5  | 14  | 9   | 17 | 0  | 5  | 5  | 6  |
| 2018–2019   | Vegas Golden Knights  | NHL         | 68  | 5  | 13 | 18  | 8   |    |    |    |    |    |
| NHL totalt  | NHL totalt            | NHL totalt  | 132 | 16 | 21 | 37  | 23  | 17 | 0  | 5  | 5  | 6  |
| AHL totalt  | AHL totalt            | AHL totalt  | 206 | 44 | 86 | 130 | 105 | 23 | 11 | 11 | 22 | 12 |
| NCAA totalt | NCAA totalt           | NCAA totalt | 100 | 37 | 42 | 79  | 51  | —  | —  | —  | —  | —  |
| USHL totalt | USHL totalt           | USHL totalt | 117 | 23 | 44 | 67  | 75  | 3  | 2  | 1  | 3  | 2  |